# Élections législatives de 1968 dans l'Orne
Les élections législatives françaises de 1968 se déroulent les 23 et 30 juin 1968. Dans le département de l'Orne, trois députés sont à élire dans le cadre de trois circonscriptions.

## Élus
| Circonscription | Député sortant   | Parti | Parti | Député élu ou réélu | Parti | Parti |
| --------------- | ---------------- | ----- | ----- | ------------------- | ----- | ----- |
| 1re             | Louis Terrenoire |       | UDR   | Louis Terrenoire    |       | UDR   |
| 2e              | Roland Boudet    |       | CD    | Roland Boudet       |       | CD    |
| 3e              | Émile Halbout    |       | CD    | Émile Halbout       |       | CD    |

## Résultats

### Résultats à l'échelle du département
| Parti          | Parti                                           | Premier tour | Premier tour | Second tour | Second tour | Sièges |
| Parti          | Parti                                           | Voix         | %            | Voix        | %           | Sièges |
| -------------- | ----------------------------------------------- | ------------ | ------------ | ----------- | ----------- | ------ |
|                | Union pour la défense de la République          | 46 674       | 34,55        | 16 335      | 19,45       | 1      |
|                | Républicains indépendants                       | 16 830       | 12,46        | 21 262      | 25,32       | 0      |
|                | Union des républicains de progrès               | 63 504       | 47,01        | 37 597      | 44,78       | 1      |
|                |                                                 |              |              |             |             |        |
|                | Section française de l'Internationale ouvrière  | 6 906        | 5,11         |             |             | 0      |
|                | Convention des institutions républicaines       | 3 566        | 2,64         | 0           |             |        |
|                | Fédération de la gauche démocrate et socialiste | 10 472       | 7,75         |             |             | 0      |
|                |                                                 |              |              |             |             |        |
|                | Progrès et démocratie moderne                   | 48 333       | 35,78        | 46 368      | 55,22       | 2      |
|                | Parti communiste français                       | 9 648        | 7,14         |             |             | 0      |
|                | Parti socialiste unifié                         | 3 117        | 2,31         | 0           |             |        |
|                |                                                 |              |              |             |             |        |
| Inscrits       | Inscrits                                        | 168 020      | 100,00       | 112 032     | 100,00      | 3      |
| Abstentions    | Abstentions                                     | 30 658       | 18,25        | 25 105      | 22,41       |        |
| Votants        | Votants                                         | 137 362      | 81,75        | 86 927      | 77,59       |        |
| Blancs et nuls | Blancs et nuls                                  | 2 288        | 1,67         | 2 962       | 3,41        |        |
| Exprimés       | Exprimés                                        | 135 074      | 98,33        | 83 965      | 96,59       |        |

### Résultats par circonscription

#### Première circonscription (Alençon)
|                | Louis Terrenoire sortant réélu | UDR (URP)      | 24 676 | 54,64  |  |  |  |
|                | Jean Cren                      | CD (PDM)       | 12 400 | 27,46  |  |  |  |
|                | Joseph Camus                   | FGDS (CIR)     | 3 566  | 7,9    |  |  |  |
|                | Marcel Delaunay                | PCF            | 2 749  | 6,09   |  |  |  |
|                | Yves Fleury                    | PSU            | 1 768  | 3,92   |  |  |  |
|                |                                |                |        |        |  |  |  |
| Inscrits       | Inscrits                       | Inscrits       | 55 988 | 100,00 |  |  |  |
| Abstentions    | Abstentions                    | Abstentions    | 9 935  | 17,74  |  |  |  |
| Votants        | Votants                        | Votants        | 46 053 | 82,26  |  |  |  |
| Blancs et nuls | Blancs et nuls                 | Blancs et nuls | 894    | 1,94   |  |  |  |
| Exprimés       | Exprimés                       | Exprimés       | 45 159 | 98,06  |  |  |  |

#### Deuxième circonscription (Mortagne-au-Perche - L'Aigle)
| Candidat       | Candidat                    | Parti          | Premier tour | Premier tour | Second tour | Second tour |  |
| Candidat       | Candidat                    | Parti          | Voix         | %            | Voix        | %           |  |
| -------------- | --------------------------- | -------------- | ------------ | ------------ | ----------- | ----------- |  |
|                | Roland Boudet sortant réélu | CD (PDM)       | 17 568       | 43,63        | 21 662      | 57,01       |  |
|                | Léon Labbé                  | UDR (URP)      | 11 110       | 27,59        | 16 335      | 42,99       |  |
|                | Pierre Ferri                | RI             | 5 702        | 14,16        | Retrait     | Retrait     |  |
|                | Serge Caillouet             | FGDS (SFIO)    | 3 046        | 7,56         |             |             |  |
|                | Gilles Dubourg              | PCF            | 2 841        | 7,06         |             |             |  |
|                |                             |                |              |              |             |             |  |
| Inscrits       | Inscrits                    | Inscrits       | 50 588       | 100,00       | 50 588      | 100,00      |  |
| Abstentions    | Abstentions                 | Abstentions    | 9 660        | 19,1         | 11 437      | 22,61       |  |
| Votants        | Votants                     | Votants        | 40 928       | 80,9         | 39 151      | 77,39       |  |
| Blancs et nuls | Blancs et nuls              | Blancs et nuls | 661          | 1,62         | 1 154       | 2,95        |  |
| Exprimés       | Exprimés                    | Exprimés       | 40 267       | 98,38        | 37 997      | 97,05       |  |

#### Troisième circonscription (Argentan - Flers)
| Candidat       | Candidat                    | Parti          | Premier tour | Premier tour | Second tour | Second tour |  |
| Candidat       | Candidat                    | Parti          | Voix         | %            | Voix        | %           |  |
| -------------- | --------------------------- | -------------- | ------------ | ------------ | ----------- | ----------- |  |
|                | Émile Halbout sortant réélu | CD (PDM)       | 18 365       | 36,99        | 24 706      | 53,75       |  |
|                | Jean de Vimal du Bouchet    | RI (URP)       | 11 128       | 22,41        | 21 262      | 46,25       |  |
|                | Pierre Noal                 | UDR            | 10 888       | 21,93        | Retrait     | Retrait     |  |
|                | Lucien Châtelais            | PCF            | 4 058        | 8,17         |             |             |  |
|                | Yves Martin                 | FGDS (SFIO)    | 3 860        | 7,77         |             |             |  |
|                | Henri Vaillant              | PSU            | 1 349        | 2,72         |             |             |  |
|                |                             |                |              |              |             |             |  |
| Inscrits       | Inscrits                    | Inscrits       | 61 444       | 100,00       | 61 444      | 100,00      |  |
| Abstentions    | Abstentions                 | Abstentions    | 11 063       | 18,01        | 13 668      | 22,24       |  |
| Votants        | Votants                     | Votants        | 50 381       | 81,99        | 47 776      | 77,76       |  |
| Blancs et nuls | Blancs et nuls              | Blancs et nuls | 733          | 1,45         | 1 808       | 3,78        |  |
| Exprimés       | Exprimés                    | Exprimés       | 49 648       | 98,55        | 45 968      | 96,22       |  |